# 大萨哈林卡河
大萨哈林卡河（俄語：Большая Сахалинка Река），前称大溪浪河（俄語：Большой Силан Река），是滨海边疆区波扎尔斯基区的河流，长57公里，流域面积822平方公里，注入比金河。落差59米，宽20米，深0.8至1.2米，流量0.2至0.4立方米每秒。纳戈尔诺耶村是流域内的唯一定居点。1972年更为现名。

## 引用
1. ↑  . Verumwiki.   [2024-08-14]. （原始内容存档于2023-04-23） （俄语）.
2. ↑  А·П·穆拉诺夫. . 列宁格勒: 气象出版社. 1966 （俄语）.
3. ↑  . 列宁格勒: 气象出版社 （俄语）.
4. ↑  Т·А·基谢尔科瓦娅. . 列宁格勒: 气象出版社. 1977 （俄语）.
5. ↑   (PDF). www.vladcity.com. （原始内容 (PDF)存档于2011-07-17）.